# The Bad News Bears (film)
The Bad News Bears is een jeugdfilm uit 1976 onder regie van Michael Ritchie. De film werd gevolgd door twee films, The Bad News Bears in Breaking Training (1977) en The Bad News Bears Go to Japan (1978). Ook werd in het seizoen 1979-1980 de serie The Bad News Bears uitgezonden, die gebaseerd is op de film. In 2005 kwam er een nieuwe versie, met Billy Bob Thornton als coach.
De film werd een groot succes en kreeg lof van het merendeel van de critici, waaronder Roger Ebert. Acteur Walter Matthau werd genomineerd voor een BAFTA Award en de film viel in de prijzen bij de Writers Guild of America Awards.

## Verhaal
Morris Buttermaker is een alcoholistische ex-honkbalspeler. Hij wordt de coach van een Little League team, dat zichzelf The Bears noemt. Het is een hopeloos team, bestaande uit een moslim, twee buitenlanders die geen Engels kunnen spreken, een agressieve ruziezoeker, een jongen met overgewicht, een verlegen jongen, een jongen die er niets van bakt, een boekenwurm en een nerveuze nerd.
Om het team te versterken, neemt hij de dochter van een ex-vriendin aan. Er wordt aan het begin ophef gemaakt over het feit dat ze een meisje is, maar ze blijkt het spel uitstekend onder de knie te hebben. Later voegt hij ook de oudere en plaatselijke rebel toe aan het team, die ook goed kan honkballen.

## Rolverdeling
| Acteur             | Personage                |
| ------------------ | ------------------------ |
| Walter Matthau     | Coach Morris Buttermaker |
| Tatum O'Neal       | Amanda Whurlitzer        |
| Chris Barnes       | Tanner Boyle             |
| Ben Piazza         | Councilman Whitewood     |
| Vic Morrow         | Coach Roy Turner         |
| Erin Blunt         | Ahmad Abdul Rahim        |
| Jackie Earle Haley | Kelly Leak               |
| Gary Lee Cavagnaro | Engelberg                |
| Joyce Van Patten   | Cleveland                |

## Trivia
- Kristy McNichol werd gekozen voor de rol van Amanda. Vlak voordat de opnamen begonnen, werd ze gebeld dat de rol uiteindelijk naar O'Neal zou gaan.
- Jodie Foster werd op een punt gekozen als Amanda, maar trok zich terug toen ze de hoofdrol in Taxi Driver (1976) kreeg aangeboden.
- Toen Bill Lancaster het script schreef, liet hij zich inspireren door zijn ervaringen met zijn vader Burt Lancaster.